# بال‌پرنده‌ای ریدلی
بال‌پرنده‌ای ریدلی (نام علمی: Troides riedeli) نام یک گونه از تیره پروانه‌های دم‌چلچله‌ای است.